# 王洪鈞
王洪鈞（1922年10月1日—2004年4月7日），天津人，著名新聞學者、作家。曾任中華民國教育部高等教育司司長、國立政治大學新聞學系系主任、中國文化大學新聞暨傳播學院院長和教育部文化局首任局長。畢生從事新聞與教育，有「新聞界教父」之稱，與好友歐陽醇、于衡並稱「新聞界三劍客」。

## 著作[3]
- 《新聞採訪學》
- 《生於憂患》
- 《勇往直前》
- 《第四個備忘錄》
- 《名流學者文薈》
- 《大眾傳播與現代社會》
- 《不疑不懼》
- 《我篤信新聞教育──40年新聞教育之回顧》
- 《談敬業》
- 《新聞報導學》